# 宮坂レイア
宮坂 レイア（みやさか れいあ、1988年3月2日 - ）は、日本のAV女優・ストリッパー。Duoエンターテイメント所属。
2013年10月、宮野 ゆかな（みやの ゆかな）に改名し、所属事務所もティーパワーズに移籍。

## 略歴・人物
東京都出身。2009年4月にイメージDVDでデビューし、同年9月にAVデビュー。趣味・特技は、ゲーム・パラパラ。
同年12月21日に新宿TSミュージックにてストリップデビューした。
2013年6月10日のDX歌舞伎町での出演をもって休業するも、所属事務所をティーパワーズに移籍し、宮野 ゆかな（みやの ゆかな）として同年10月より活動を再開。2014年12月1日には池袋ミカド劇場でストリッパーとしても復帰した。

## 出演作品

### イメージDVD
- EIGHT（2009年4月18日、レイフル）
- SEE-THROUGH（2009年6月20日、レイフル）
- けあふるガール（2010年9月10日、心交社）

### アダルトDVD
2009年
- あの着エロアイドルが着エロと聞いてきたらAV撮影だった!（9月1日、アイデアポケット）

2010年
- 人妻中出し哀願［其ノ十七］（3月26日、青空ソフト）
- ザーメン500連発の洗礼（5月25日、ダスッ!）
- デカチン応募者限定！出会って平均13.9秒で筆下ろし!?（6月5日、NON）
- 会社では言えない桃尻OLの事情（6月25日、オーロラ・プロジェクト・アネックス）
- 着衣のボイン（8月5日、ドリームチケット）
- 女のカラダは淫らに薫る乱れ髪で選ぶ。（8月13日、E-BODY）
- 巨乳診断書 14（8月19日、グローリークエスト）
- 乳05系統 風俗バス ちちるんるん Gカップ91cm REIA（8月27日、チェリーズ）
- マジックミラー号 攻撃的ボディ逆ナンパ in三浦海岸2010（12月7日、ディープス）

2011年
- やりまん女（7月19日、ドグマ）
- 兄嫁遺産相続（9月16日、タカラ映像）
- ドM艶女 メス犬になりたい私 レイア（10月25日、AVS）
- レイアとアンジュの童貞狩り（11月15日、STAR PARADISE）
- 巨尻巨乳（11月21日、ソレイル）
- 身もだえがとまらない!巨乳だらけの回春性感エステサロン（11月25日、おかず。）
- G-cupおっぱい娘巨乳中出し 宮坂レイア（12月7日、GLAY'z）

2012年
- SPIRAL NEO 3（1月11日、MAD）
- 女装おと娘 アイドル（4月13日、TMA）
- 横に寝てシコりながら観れるエロ素材集（4月25日、アロマ企画）
- 近親相姦 第2章 私たちは毎日、義父、義兄の欲望のままにレイプされています（4月25日、ハヤブサ）
- THEデリバリー!!巨乳ギャル4時間SP（5月13日、ハヤブサ）
- 突然パンチラで挑発されてこっそりシゴいちゃった僕。 その6（5月25日、アロマ企画）
- 超快感フェラチオ 義姉、義妹、義娘のフェラは気持ちよすぎてザーメン大量発射（5月25日、ハヤブサ）
- 不倫溺愛録 Venus.011（5月25日、ワンダフル）
- けしからん!ムチムチのおみ足 3（6月15日、SEX Agent）
- いいなりな人妻たち 2 夫のせいで服従させられ犯される人妻たち（8月24日、なでしこ）
- ご奉仕◆手こき（8月25日、ハヤブサ）
- 手こき発射SP マッサージ＆ディープキッスたっぷり20人×20発（11月25日、ハヤブサ）
- カラダが卑猥なオンナと性交（12月7日、ドリームチケット）

## 電子書籍
2009年
- EIGHT（4月30日、レイフル）
- SEE-THOROUGH（7月2日、レイフル）

## テレビ出演
- 魚拓と成瀬のツキとスッポンぽん #97,#98（2016年7月10日,17日、パチ・スロ サイトセブンTV）
- モテるの法則 season5 #6（2016年7月21日、エンタメ〜テレ）